# Liste der Stolpersteine in Stockelsdorf
Die Liste der Stolpersteine in Stockelsdorf enthält die Stolpersteine, die vom Kölner Künstler Gunter Demnig in der schleswig-holsteinischen Stadt Stockelsdorf verlegt wurden. Stolpersteine erinnern an das Schicksal der Menschen, die von den Nationalsozialisten ermordet, deportiert, vertrieben oder in den Suizid getrieben wurden. Sie liegen im Regelfall vor dem letzten selbstgewählten Wohnsitz des Opfers.
Die erste Verlegung in Stockelsdorf war der Stolperstein für Karl Fick und erfolgte am 23. April 2024.

## Liste der verlegten Stolpersteine
| Stolperstein | Inschrift | Standort                | Name, Leben                                                |
| ------------ | --- | ----------------------- | ---------------------------------------------------------- |
|              | HIER WOHNTE KARL FICK JG. 1881 IM WIDERSTAND / SPD ‘SCHUTZHAFT‘ 1933 KZ EUTIN VERHAFTET 1944 ‘AKTION GEWITTER‘ KZ NEUENGAMME CAP ARCONA TOT 3. MAI 1945 NEUSTÄDTER BUCHT | Ahrensböker Straße 36 · | Karl Fick wurde am 3. Dezember 1881 in Fackenburg geboren. |
|              | HIER WOHNTE WILLI STÜHMER JG. 1895 MITGLIED SPD ‘SCHUTZHAFT‘ 1933 BAD SCHWARTAU 1934 KZ AHRENSBÖK ENTLASSEN                                                              | Lohstraße 41 ·          | Willi Stühmer                                              |

## Verlegedatum
Die zweite Verlegung war am 21. April 2025.